# Meiningenbrücke

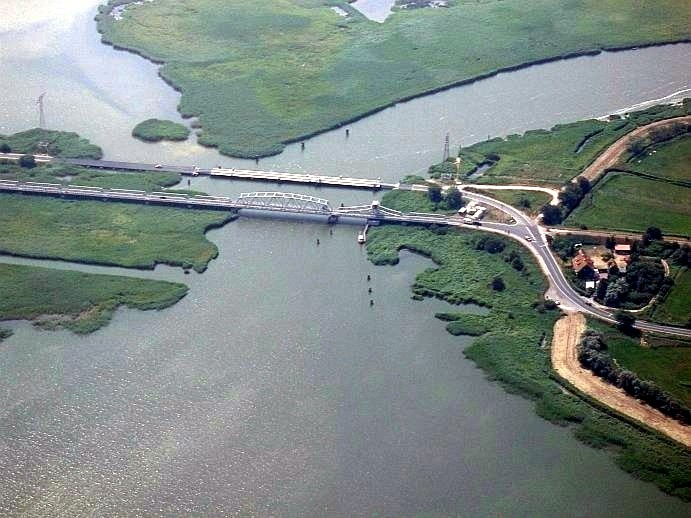
Luftaufnahme der Meiningenbrücke, 2006

Die Meiningenbrücke ist eine Brücke über den Meiningenstrom. Sie verbindet die Halbinsel Zingst mit dem Festland bei Bresewitz im Landkreis Vorpommern-Rügen.

## Geschichte

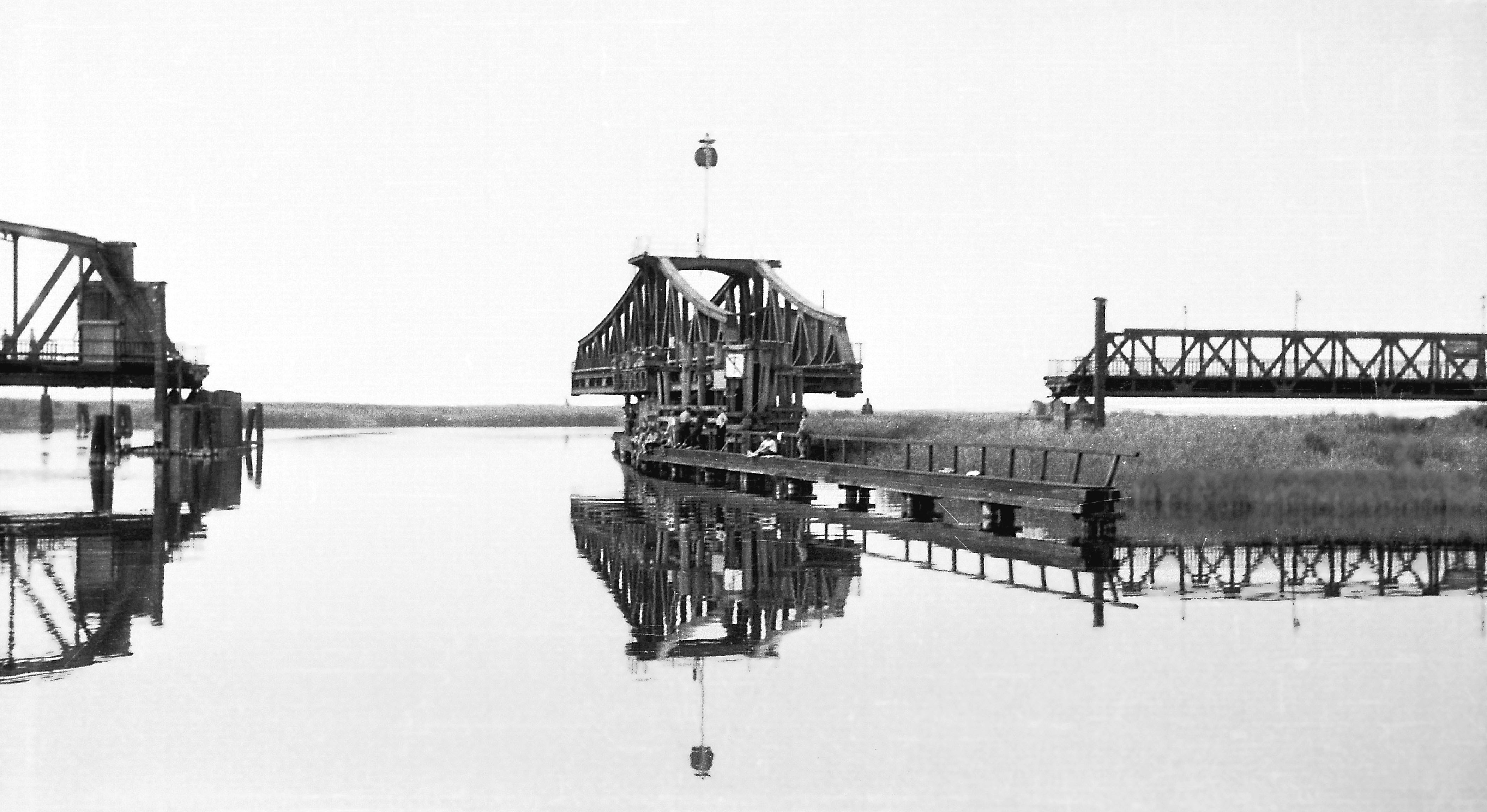
Meiningenbrücke mit der geöffneten Drehbrücke, 1966

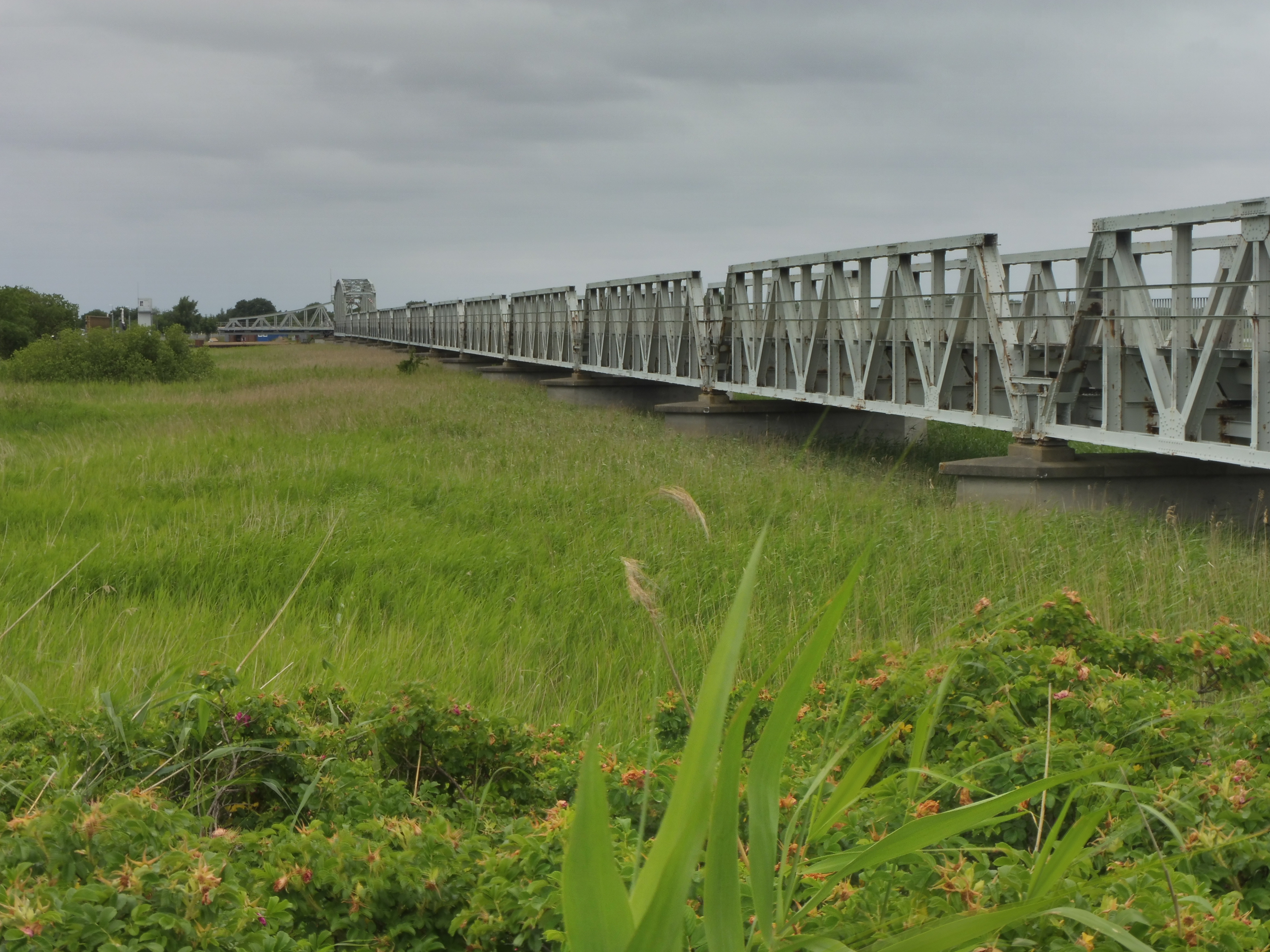
Westseite mit den Vorflutbrücken, 2018

Nach der Bewilligung der Eisenbahnstrecke Barth–Zingst–Prerow, der sogenannten Darßbahn, begann der Bau der Meiningenbrücke im Jahr 1908. Am 1. Dezember 1910, nach zwei Jahren Bauzeit, wurde die Brücke für den Verkehr eingeweiht, allerdings wurde noch bis 1912 weitergebaut. Es mussten noch Befestigungsarbeiten an den Böschungen und Arbeiten an den Leitwerken durchgeführt werden. Sie wurden von der Eisenbauanstalt Louis Eilers aus Hannover-Herrenhausen errichtet. Kurz vor dem Zweiten Weltkrieg erreichte der Zugverkehr nach Prerow und Zingst seine größte Dichte. KdF-Sonderzüge brachten die Urlauber zu Tausenden in die Urlaubsgebiete. Zum Ende des Krieges verhinderten mutige Zingster die von der Wehrmacht geplante Sprengung der Meiningenbrücke. Nach dem Zweiten Weltkrieg wurden die Gleise von Bresewitz nach Zingst und Prerow als Reparation für die Sowjetunion abgebaut. 1947 fuhr der letzte Zug über die Brücke. Das Bauwerk wurde seit dem Abbau der Gleise nur noch als Straßenbrücke genutzt. Am 1. Januar 1964 wurde die Brücke der Straßenverwaltung übergeben.
Die Darßbahn wurde in den 1960er Jahren bis Bresewitz – bis etwa 100 m vor der Brücke – wieder aufgebaut, und Bresewitz diente als Güterbahnhof für Truppen- und Materialtransporte der Nationalen Volksarmee (NVA) zum Standort Zingst.
Zur Entlastung der nur einspurigen ehemaligen Bahnbrücke wurde westlich davon eine 105 m lange Behelfsbrücke und eine 135 m lange Schwimmbrücke mit einer Tragfähigkeit von 60 t von NVA-Pionieren gebaut und am 15. Mai 1980 übergeben. Um eine Schiffspassage zu ermöglichen, musste die Behelfsbrücke jedes Mal ausgeschwommen werden. Im Winter wurde die Behelfsbrücke ganz ausgeschwommen. Sie wurde bis 2011 für die Fahrtrichtung vom Darß genutzt, während die Drehbrücke dem Straßenverkehr zum Darß diente; im Winter wurde der Verkehr durch eine Ampelsteuerung wechselseitig über die Meiningenbrücke geführt. 2012 wurde die Pontonbrücke durch eine zweispurige Übergangskonstruktion ersetzt und die Drehbrücke für den Verkehr gesperrt.
Die Usedomer Bäderbahn hatte sich mit den Gemeinden am Streckenverlauf auf eine Reaktivierung der Darßbahn bis Prerow bis zum Jahr 2015 geeinigt. In einer Pressemitteilung vom 27. August 2010 wurde verlautbart, dass die Landesregierung dem Neubau der Strecke zugestimmt habe und die Planungen für den Wiederaufbau beginnen könnten. Die Kosten der 19 Kilometer langen Strecke wurden auf 38 Millionen Euro veranschlagt. Die Meiningenbrücke soll als kombinierte Straßen- und Eisenbahnbrücke neu gebaut werden. Im Juli 2011 wurde dazu mit dem Bau einer Behelfsbrücke begonnen. Diese 230 Meter lange Behelfsbrücke ist zweispurig ausgeführt, wobei eine mit Klappmechanismus ausgerüstete Stahlkonstruktion die Schiffsdurchfahrt ermöglicht. Die Klappkonstruktion wurde am 3. Februar 2012 eingebaut. Am 15. März 2012 wurde ein 47 Meter langes, 146 Tonnen schweres Brückenelement eingeschwommen und auf Sockellagern verankert.
Im Jahr 2020 wurde der Drehteil der Brücke, dessen Nutzungsdauer weit überschritten war und der sich nicht mehr reparieren lässt, im geöffneten Zustand dauerhaft gesichert.
Die Planung für den Neubau der kombinierten Brücke für Bahn, Autos, Radfahrer und Fußgänger verzögerte sich um mehrere Jahre. Schließlich konnte 2020 die Finanzierung der Bahntrasse von Barth über Zingst nach Prerow gesichert werden. Daraufhin forderte das Straßenbauamt Stralsund zwei deutsche Ingenieurbüros in einer Ausschreibung auf, ein Angebot für die Planung der Brücke abzugeben. Der Auftrag wurde im Dezember 2020 vergeben. Am 27. Mai 2024 wurde in Bresewitz der geplante Neubau der Meiningenbrücke vorgestellt, die bis 2031 fertig sein soll.

## Technische Beschreibung

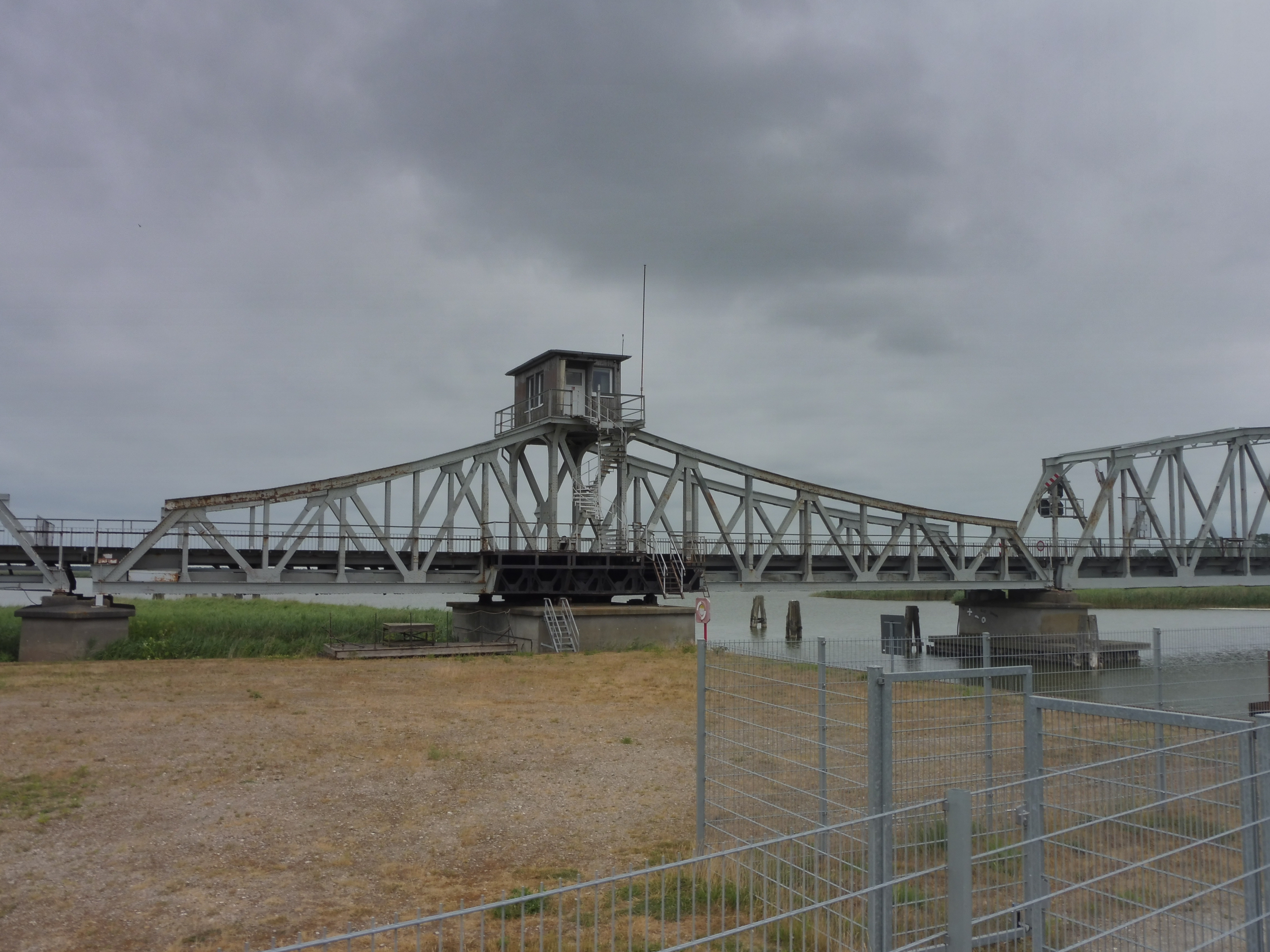
Drehbrücke, 2018

Die stählerne Fachwerkträgerbrücke besteht aus einer Strombrücke mit einer Länge von 61,60 m, aus 14 einzelnen rund 26 m langen Vorflutbrücken und einer Drehbrücke mit einer Länge von 43,70 m. Die Brücke hat eine Gesamtlänge von rund 470 m. Die Fahrbahn ist 3,75 m breit. Durch das umgebende sumpfige Gelände wurde die Brücke auf Holzpfähle gegründet, auf denen die Betonpfeiler ruhen. 
Die inzwischen außer Betrieb genommene Drehbrücke überspannte die 24,50 m breite und bis zu 10 m tiefe Durchfahrtsrinne und das Flachwasser vor Timmort mit 17,80 m. Sie öffnete sich in Richtung Westen. Dabei wurde sie von den vier tragenden Spindeln abgehoben und mit einem Elektromotor durch vier Laufräder auf Laufschienen gedreht. Am Trägerportal der Drehbrücke befindet sich das Bedienhäuschen für den Brückenwärter. Für diesen wurde direkt in Timmort ein Haus neben der Brücke gebaut.

## Brückenöffnung für den Schiffsverkehr

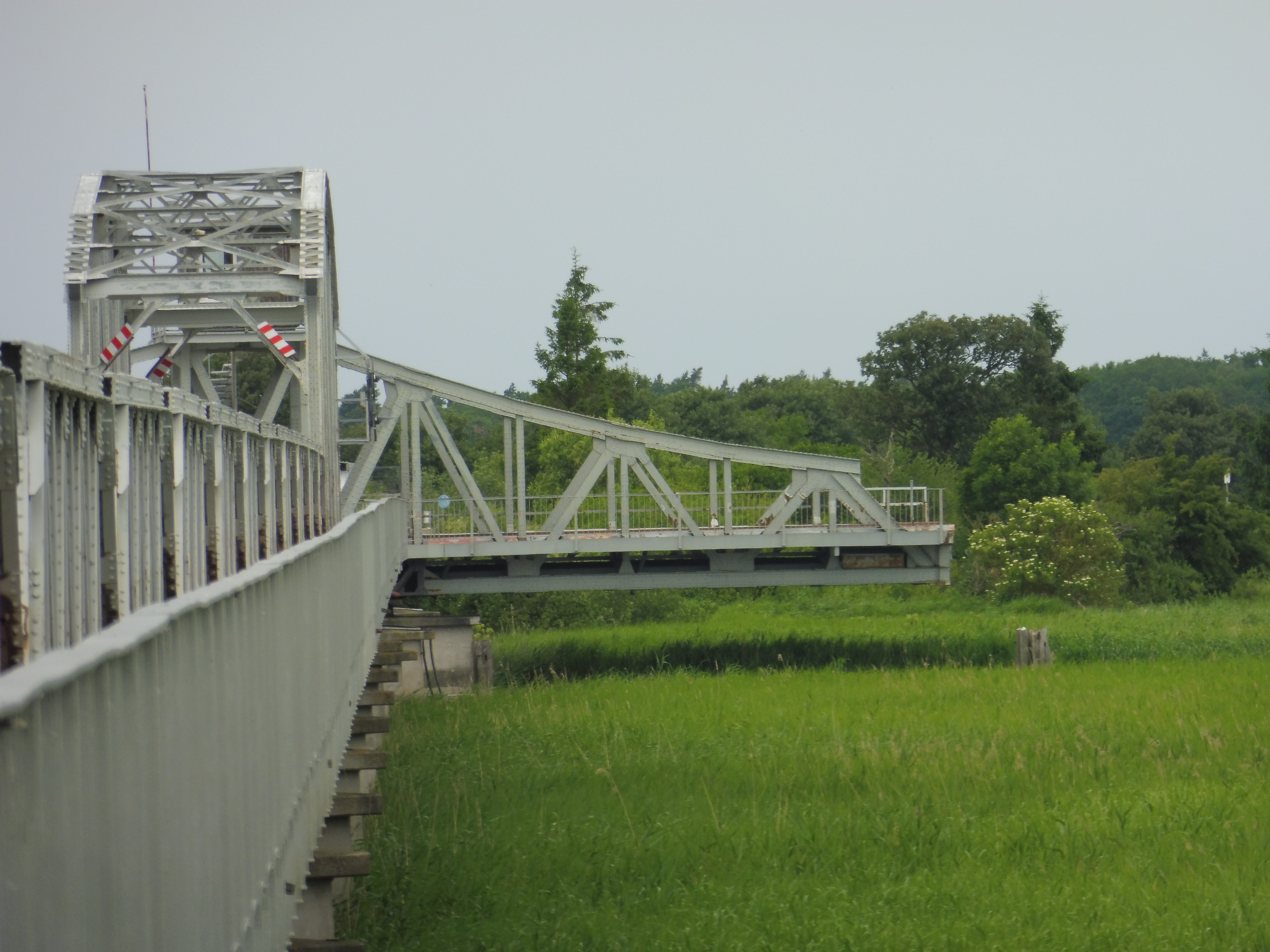
Geöffnete Drehbrücke, 2018

Die Brücke wird für Schiffspassagen in die und aus den westlich liegenden Boddengewässern zu festen Zeiten geöffnet, allerdings nur wenn Bedarf der örtlichen Schifffahrt besteht. Die Brückenöffnung erfolgt saisonabhängig bis zu viermal täglich im Sommer und ein- bis zweimal wöchentlich im Winter.